# Jabłonka Niżna (przystanek kolejowy)
Jabłonka Niżna (ukr. Нижня Яблунька) – przystanek kolejowy w miejscowości Jabłonka Niżna, w rejonie samborskim, w obwodzie lwowskim, na Ukrainie. Położony jest na linii Sambor – Czop.